# Sherlock Gnomes
Série
Gnoméo et Juliette
(2011)
Pour plus de détails, voir Fiche technique et Distribution.
Sherlock Gnomes est un film d'animation américain réalisé par John Stevenson sorti en 2018.
Le film adapte dans un univers de gnomes le personnage de Sherlock Holmes.

## Synopsis
Sherlock Gnomes le détective et son fidèle assistant, le Dr. Gnome Watson, font irruption dans un musée d'histoire naturelle de Londres où leur ennemi juré, une mascotte de tarte psychopathe nommée Moriarty, tient en otage des nains de jardins, projetant de les écraser. Après une brève bataille, Moriarty est vaincu et apparemment écrasé par un squelette de dinosaure.
Pendant ce temps, Madame Montague et M. Capulet qui sont apparemment amoureux, déménagent avec leurs nains de jardin à Londres, dans un nouveau jardin. Lady Bluebury et Lord Redbrick annoncent leur départ à la retraite et désignent Gnoméo & Juliette comme nouveaux dirigeants. Pendant ce temps, Sherlock Gnomes et Watson ont commencé à se battre dans la maison. Après que Mme Udderson leur ait dit de se battre à l'extérieur, Sherlock Gnomes et Watson apprenne la disparition de nains de jardin, la relation des couples commence à trembler lorsque Juliette devient stressée et déterminée à réparer le jardin, ignorant involontairement Gnoméo. Dans le but d'attirer son attention, Gnoméo décide d'obtenir une orchidée de la Flèche de Cupidon pour le nouveau jardin. Avec l’aide de l’ordinateur de Benny, Gnoméo trouve l’orchidée dans un magasin de fleurs le plus proche de la ville. Lorsque Gnoméo obtient l'orchidée dans le magasin, l'alarme de cambriolage se déclenche après une chute de pot, Juliette arrive à temps pour le sauver mais une fois sorti, Juliette reproche à Gnoméo et lui explique que "Le jardin ne peut pas passer avant lui ". Puis le couple apprenne de Benny que les nains se fait enlever avant lui. Quand Sherlock Gnomes tient la carte de Watson, Gnoméo et Juliettese précipitent au jardin pour apprendre la disparition de tous les nains puis Sherlock Gnomes et Watson arrivent et trouvent une carte contenant un indice. Juliette et Gnoméo insiste auprès des détectives pour se joindre à eux et Sherlock accepte à contrecœur.
Sherlock inspecte un indice donné par Moriarty, qui selon lui a survécu à leur dernière rencontre. Après avoir analysé l'indice, il conclut que la source doit venir de Chinatown. Après une rencontre avec des Maneki-neko dirigés par l’impératrice PomPom qui en veut à Sherlock Gnomes pour lui avoir offensés par le passé, ils trouvent l'indice suivant. En voyant le Musée d'histoire naturelle, où Gnoméo leur suggère de regarder à l'intérieur, mais Sherlock Gnomes décide de visiter une galerie d'art à la place, car cela l'aide à penser. Gnoméo essaie de le convaincre du contraire, mais est choqué et blessé lorsque Juliette se range du côté de Sherlock Gnomes. Le couple se dispute et Gnoméo se rend au musée avec Watson à la poursuite pendant que Sherlock Gnome et Juliette vont à la galerie d'art. Une fois à l'intérieur du musée, Gnoméo se fait enlever par une gargouille de pierre et Watson est apparemment tué sous le regard de Sherlock et de Juliette qui sont attristés. 
Gnoméo est amené au reste des nains de jardin et les informe qu'ils seront écrasés lors d'une célébration de feux d'artifice le soir suivant. Pendant ce temps, Sherlock Gnomes découvre que le prochain indice est au parc royal. Lui et Juliette se déguisent en écureuil pour obtenir l'indice d'un chien (qui a donné du fil à retordre à Sherlock une fois), et parviennent à échapper au chien grâce à une tondeuse à gazon. L'indice suivant mène Sherlock et Juliette à un musée de poupées, où ils rencontrent Irene, l’ex-fiancé de Sherlock Gnome. Rancunière envers Sherlock, Irene les expulse, mais autorise Juliette à revenir. Juliette la convainc alors de leur donner l’indice en lui parlant des sentiments de Gnoméo qui à envers elle. Sherlock réuni les indices et comprend que les nains sont retenus prisonniers à la Tour de Londres. Pendant ce temps, Gnoméo tente de libérer les nains de jardin, mais seuls lui et les petits nains rouge réussissent à s'échapper avant l'arrivée des gargouilles.
Sherlock Juliette ont dépassé le temps imparti et découvrent que Watson a simulé sa mort et qui était le véritable cerveau, il révèle qu'il a fait semblant d'être Moriarty (Car le M des cartes signifier en fait un W) pour battre Sherlock Gnomes à son propre jeu car il n'a jamais montré de respect ou d'appréciation pour lui, et rassure Juliette en lui disant qu’il n’avait pas l’intention de faire du mal aux nains mais il constate que les nains ont disparu puis les gargoilles révèlent qu'ils n'ont jamais travaillé pour Watson, et capture Juliette, Sherlock et Watson pour les mettre dans un bateau.
Sherlock Gnomes découvre exactement où les nains de jardins sont retenus prisonniers, au bas du pont de la tour où les nains sont collés par des morceaux de tarte, et le groupe découvre plus tard que Moriarty était vraiment le cerveau criminel qui s’est servi de Watson pour mettre au point son plan et prévoit de détruire les nains de jardins avec le pont quand il se lèvera. Sherlock Gnomes et Watson décident de travailler ensemble une dernière fois pour sauver les nains du jardin avec Juliette se dirigent vers le pont en utilisant un drone. Gnoméo parvient à bloquer l'ouverture du pont avec les petits nains rouge dansant puis il retrouve Juliette, et ensemble ils battent les gargouilles. Bien que Watson libère les nains piégés avec du savon pendant que Moriarty se bat contre Sherlock et parvient lui blessée la jambe. Cependant, juste avant qu'il ne puisse tuer les autres, Sherlock Gnomes se jette sur Moriarty, les renversant tous les deux sur le pont. Watson sauve de justesse Sherlock Gnomes avec son hameçon canne alors que Moriarty atterrit dans l'eau et flotte impuissant. Ensuite, les nains du jardin profitent de la célébration des feux d'artifice.
Le printemps suivant, Gnoméo et Juliette inaugure joyeusement leur jardin qui est terminé en présence des nains de jardine,d’ Irene et des Maneki-neko. Sherlock Gnomes et Watson partent pour une autre aventure, en tant qu’amis et partenaires.

## Fiche technique
- Titre : Sherlock Gnomes
- Réalisation : John Stevenson
- Scénario : Ben Zazove, Andy Riley, Kevin Cecil, Emily Cook et Kathy Greenberg, d'après les personnages créés par Rob Sprackling, Andy Riley, Kevin Cecil, Kelly Asbury et Steve Hamilton Shaw basés sur ceux de Roméo et Juliette de William Shakespeare et Sherlock Holmes d'Arthur Conan Doyle
- Animation : Eric Leighton
- Montage : Mark Solomon
- Costumes :
- Décors : Karen DeJong
- Musique : Chris Bacon et Nick Angel
- Producteur : David Furnish et Steve Hamilton Shaw
  - Producteur délégué : Jennifer Teter et Elton John
- Production : Rocket Pictures, Metro-Goldwyn-Mayer et Paramount Animation
- Distribution : Paramount Pictures
- Budget : 59 000 000 $[1]
- Pays d’origine :  États-Unis
- Genre : Film d'animation
- Durée : 86 minutes
- Dates de sortie :
  -  Russie,  Singapour et  Ukraine : 15 mars 2018
  -  France : 11 avril 2018
  -  États-Unis : 23 mars 2018

## Distribution

### Voix originales
- Johnny Depp : Sherlock Gnomes
- Chiwetel Ejiofor : le docteur Gnome Watson
- Emily Blunt : Juliette
- James McAvoy : Gnomeo
- Jamie Demetriou : Moriarty
- Mary J. Blige : Irene
- Michael Caine : Lord Redbrick
- Maggie Smith : Lady Bluebury
- Ashley Jensen : Nanette
- Stephen Merchant : Paris
- Julie Walters : Mme Montague
- Richard Wilson : M. Capulet
- Julio Bonet : Mankini Gnome
- Ozzy Osbourne : Fawn
- Dan Starkey : Teddy Gregson
- Kelly Asbury : Goons
- Dexter Fletcher : Gargouille Reggie
- James Hong : Salt Shaker
- Aline Mowat : Mère de Dexter P
- Eric Bauza : Père de Dexter P
- Kirk Thornton : McKynman
- Joseph J. Terry : Dexter "Dell" Patterson

### Voix françaises
- Bruno Choël : Sherlock Gnomes
- Bruno Magne : le docteur Gnome Watson
- Michaël Gregorio : Gnomeo
- Flora Coquerel : Irene
- Célia Charpentier : Juliette
- Antoine Schoumsky : Moriarty
- Diouc Koma : Rennie
- Denis Boileau : Lord Redbrick
- Pauline Larrieu : Nanette
- Emmanuel Curtil : Faon
- Michel Paulin : Mr Capulet
- Damien Boisseau : Père de Dexter P
- Laurence César : Mère de Dexter P

### Voix québécoises
- Gilbert Lachance : Sherlock Gnomes
- Nicholas Savard L'Herbier : Moriarty
- Marc-André Bélanger : Dr. Watson
- Guy Nadon : Lord Redbrick
- Marie-Chantal Perron : Lady Blueberry
- Jean-François Beaupré : Mankini